# 扬州十日
扬州十日是清军攻破扬州城后对城中平民进行大屠杀的事件。当时南明兵部尚書、建極殿大學士史可法組織軍民对清军殊死抵抗。同年四月十八日，清豫親王多鐸成功突破江淮防御线包圍揚州。清军攻占扬州后，多鐸宣布屠城。根據王秀楚所著《扬州十日記》中记载，揚州城被清軍屠殺80萬人，現代有澳大利亚歷史學者安東籬和中國學者張德芬等认为揚州城被屠80萬為誇大之說。多铎后来在《谕南京等处文武官员人等》中宣告：“嗣后大兵到处，官员军民抗拒不降，维扬可鉴。”

## 事件原由
1645年（弘光元年、清順治二年）四月，左良玉率數十萬兵力，由武昌舉兵東下，要清君側、「除馬阮」。初五，清朝豫親王多鐸，在歸德府集結大軍沿汴水順流而下，往東南進攻泗州。南京朝廷舉行議論，一些大臣請求加強江北防禦，因為清軍似乎看起來更強大，內閣首輔馬士英大罵「若輩東林，猶藉口防江，欲縱左逆入犯耶？北兵至，猶可議款。左逆至，則若輩高官，我君臣獨死耳！」，逼迫史可法移軍駐泗以及撤離江防士兵以抵抗左良玉。初十，史可法帶兵到達南京城外草鞋峽，才得知黃得功隊伍已經擊退了左良玉。弘光帝發聖旨，清軍開始南下，要求史可法速速回去揚州料理，不必進入南京。旋即皇帝又下詔書，史可法速奔赴泗州城駐守。四月十三日，盱眙降清，泗州城陷，史可法遂至揚州，繼續抗清，期間又向南明朝廷上疏請求加緊佈防長江，但沒有獲得回應。
四月十四日，清豫亲王多铎率兵大舉南下進攻扬州城。当时，有谣传称许定国军要来歼灭高家军，扬州城中士民全都砸坏城门外出逃命，大小船只为之一空。史可法傳檄諸鎮發兵援救，劉澤清逃，北遁淮安。僅劉肇基等少數兵至，防守見絀。
十七日，幕府軍應廷吉隊伍在揚州城外瓦窖鋪紮營，何剛率領忠貫營抵達此地匯合，清軍先鋒在中午快速突襲，明軍以火槍和馬兵反擊，驅逐了這批清軍，共俘虜三人，斬首十六級（一說七級）。十八日，清军兵临城下。当清军初至时，劉肇基建议趁清军立足未稳，率众出击，但为史可法所拒。十九日，史可法於揚州西門樓寫下四道遺書給他的家人，在他死後，希望夫人和他一起以身殉國，願歸葬鐘山明太祖孝陵之側。
四月二十日，豫亲王多铎的大部份抵達揚州近郊，屯班竹園，二十一日，總兵李棲鳳、監軍副使高岐鳳拔營出降，城中防守更加單薄。。二十四日，清軍開始調集紅夷大炮轟擊揚州，炮彈擊中知府衙門和城上雉堞，史可法擐甲親自登上城牆，調集士卒放炮還擊。期間，史可法再次向弘光帝求援，仍沒有回應。
二十五日清軍再次以紅夷大炮發起總攻，揚州城破，史可法自刎不死，眾人擁下城樓，大呼曰：「我史督師也！」被俘。多鐸勸降他：“前以書謁請，而先生不從。今忠義既成，當畀重任，為我收拾江南。”但史可法表示：「我来此，祗索一死耳！」，又說「城亡與亡，吾死豈有恨？但揚州既為爾有，當待以寬大。而死守者，我也。請無殺揚州人」，但多鐸不作回應並讓士兵殺死他，自此壮烈就义，终年45岁。史可法的部將劉肇基繼續率領余部和城中居民與清軍展開巷戰，經過激烈戰鬥，清軍才完全占領揚州，总兵刘肇基、骁将马应魁、幕僚何刚、炮队专家陈于阶等皆遇难。
总进攻当天，八旗军伤亡很多，估计上千，包括有四名军官阵亡，滿州正白旗的岱纳，漢軍正黄旗的參領騎都衛祖应元，漢軍正黄旗的署任參領李向舜，漢軍正黄旗的驍騎校參領金应得。多铎因清军攻打扬州傷亡甚大，攻陷扬州后恼羞成怒下令屠城。

## 相關記載
- 《扬州十日記》记载清军攻破扬州城后进行了为期五天的大肆屠杀，遇一卒至，南人不论多寡，皆垂首匍伏，引颈受刃，无一敢逃者。“诸妇女长索系颈，累累如贯珠，一步一跌，遍身泥土；满地皆婴儿，或衬马蹄，或藉人足，肝脑涂地，泣声盈野。”“日，天始霁。道路积尸既经积雨暴涨，而青皮如蒙鼓，血肉内溃。秽臭逼人，复经日炙，其气愈甚。前后左右，处处焚灼。室中氤氲，结成如雾，腥闻百里。”五天後清军接到豫王的命令，就此封刀。和尚们得到命令开始收集和焚烧尸体[29]。
- 《明季南略》：“然豫王入南京，五月二十二日（癸卯）即令建史可法祠，優恤其家。是王之重史公，必在正言不屈；而‘縋城潛去’之說非也。更聞江北有史公墓；康熙初年予在淮揚，見公生祠謚為‘清惠’，父老猶思慕焉。憶順治六年仲冬，予入城應試。有浙之嘉興人同舟，自言久居於揚；問以大清兵破城事，彼雲：‘我在城逃出，稔知顛末。初，揚人畏高傑淫掠，鄉民避入城；後水土不服，欲出城，江都令不許，遂居於城。”又，“大清或令一、二火卒偵伺，守兵獲之，則皆歡呼請賞，可法賜以銀牌；殊不知大清兵甚眾。可法日夜待黃得功至；圍至六日，乃二十五日（丁醜）也，忽報曰：‘黃爺兵到’。望城外旗幟，信然；可法開門迎入。及進城，猝起殺人，知為大清人所紿，大驚；悉棄甲潰走。百姓居新城者，一時嘩叫，不知所為；皆走出城，可法不知所終[30][31][32][33]。
- 雍正年間《扬州府志》：“廿五日丁丑，可法开门出战，清兵破城入，屠杀甚惨[34]。”
- 意大利传教士马丁诺·马蒂尼（1614—1661，中文名卫匡国，字济泰）所著《鞑靼战纪》记录了他在中国的见闻：“他们的攻势如闪电一样，用不了多久就占领它，除非那是一座武装防卫的城市。这些地方中有一座城市英勇地抗拒了鞑靼的反复进攻，那就是扬州城。一个鞑靼王子死于这座城下。一个叫史阁部（史可法）的忠诚的内阁大臣守卫扬州，它虽然有强大的守卫部队，最后还是失败了，全城遭到了洗劫，百姓和士兵被杀。鞑靼人怕大量的死尸污染空气造成瘟疫，便把尸体堆在房上，城市烧成灰烬，使这里全部变成废墟[35]。”

## 爭議與辨誤

### 《扬州十日記》
王秀楚著的《扬州十日記》是一本記載了揚州被屠城的约八千字左右的小書，有說法認為該書因长期被清廷禁止而无法流通，直到清末才有人将該书由日本带回，清學者姚觐元於光绪八年（1882年）所刻的《禁书总目》中曾记述此書，乾隆時期军机处奏准全毁书目中亦列有一本名為《扬州十日录》的書，然而在清朝咸豐年間的史書《小腆紀年》卻有引用《揚州十日記》：「臣鼒曰，予讀王氏《揚州十日記》，言可法抑萬里長城之黃得功而用狼子野心之高傑，至謂壞東南之天下者，史道鄰也。此蓋書生率意妄語，無足論也」，且清代史學家計六奇亦有記載清兵在揚州的屠殺。時人對《揚州十日記》一書的部分內容和有關數據有所質疑。
区志坚认为有清一代满汉种族冲突为一个重要问题，明末清初不少明遗民及南明抗清人士，多高举华夷之辨，号召排满。但太平天国被平定后，种族冲突的口实再次成为潜流；及至甲午战争，八国联军侵华，日俄战争，北京两次陷落，对外用兵的失败，清朝统治的弊点进一步暴露，知识分子更多由排外转而排满，汉人民族主义日炽，再次复兴满汉冲突的历史记忆。《扬州十日记》、《嘉定屠城记》等此均为排满革命的宣传作品。
陈国庆，曹金生指出，像《揚州十日記》這樣的著作，與嚴肅的史學著述並不相同：「它是文學，文學以形象性和藝術性為特徵，文學是允許誇張的，明末清初詩人吳嘉紀在他的《李家娘》裡對揚州大屠殺作了更加淋漓盡致的誇張：『城中山白死人骨，城中水赤死人血。殺人一百四十萬，新城舊城內有幾人活？妻方對鏡，夫已墮首。腥刀入鞘，紅顏隨走。西家女，東家婦。如花李家娘，亦落強梁手。』我們若因此得出揚州大屠殺殺人一百四十萬人的結論，那就是貽笑史家了。《揚州十日記》不是正史，也不是有史可考的歷史人物記載下來的，作者只是封建社會一個名不見傳的小文人，儘管它所記事實是客觀的，真實的，可靠的，從一定的程度上反映了揚州大屠殺之慘烈。……《揚州十日記》所記載的史實是極具歷史價值的，但不能用其數據作為孤證，在史學界廣泛引用，左右清史的研究。」

### 遇害人数
史學家张德芳對《揚州十日記》提供的死亡數字提出質疑，他指出，根据当时扬州附近各个乡村的报告，該地区人口总数是78960户，或者说是495497口。加上在17世纪扬州的人口统计数，揚州府总人口为100万。在各种情况下，攻城时挤进揚州城的人口最大数量至多应该是20万—30万人。
张德芳亦指出城外災民大量往城中遷入的說法並不可信，雖然有文獻記載有城外災民為了逃避高傑逃兵而往揚州地中逃去，但只是屬於極個別例子，理據如下：
- 根據相關記實，居民並沒有充分的時間大量向揚州逃避；
- 居民逃避兵災時須考慮遷入的地區是否「城高池深，有險可守」以及「大軍雲集，足能抗敵」兩個條件。然而四面平野、毫無險要可資防守以及不足萬人留守的揚州不具備這兩個條件。史可法於四月十七日退駐揚州，準備守城時「檄各鎮兵，無一至者」；
- 據文獻記載，在揚州城淪陷前九天，揚州居民為了躲避許定國和高傑兩家兵的尋仇內鬨，至於「斬關逃出」以及「舟楫一空」，由此可見揚州城的居民沒有突然增多，反而是突然減少；
- 傳統社會裡形成巨大城市的條件，大致是政治中心或具有極其繁盛的工商業；揚州城在生產方面僅有一些規模狹小的小作坊，商業上除運銷兩淮鹽產外其他方面也很有限，不可能是一個擁有八十萬人口的大城市；
- 歷史上揚州曾經遭受過幾次嚴重破壞，如在九世紀晚期，高駢、畢師鐸、孫儒等割據軍閥在揚州數次攻圍殺戮，導致「城中遺民才數百家」。經過這次大破壞後，過了一兩百年的北宋中期，揚州還未恢復至隋朝及唐朝時期的盛況，然而揚州在明清戰爭中被破壞後不到十年就已經恢復了繁榮，已「非他處比」。再過三十年，揚州的繁盛已超過了明代。
- 《揚州十日記》記載清兵屠城五天後放賑，「米數千石，轉瞬一空」，可見刀下遺民的人數還相當的多；
- 以兩萬僧人作最大的估計，要焚化一具屍體，大概需要一百斤木材，八十萬積屍就需要八千萬斤木材，這兩萬僧人要籌集這麼多的木材，還要很快將之焚化，幾乎是難以想像的事。

澳大利亞東亞史博士安東籬（Antonia Finnane）指出《十日記》記載的八十萬數字不可能如此之高，又指出明清戰爭時期的傷亡數字通常都不可靠，認為王秀楚提供的數字最好被理解為對屠殺的可怕程度的表述。

## 后世纪念

### 诗篇
由《扬州历代诗词》所收，不下50首。如黄宗羲“兵戈南下日为昏，匪石寒松聚一门。痛杀怀中三岁子，也随阿母作忠魂。”（清黄宗羲《卓烈妇》）；“深闺日日绣凤凰，忽被干戈出画堂。弱质难禁罹虎口，只余梦魂绕家乡。”（张氏《绝命诗五首》之一）；蒋士铨“明日还家拨余烬，十三人骨相依引。楼前一足乃焚馀，菊花（婢女名）左股看奚忍！”（清蒋士铨（焚楼行》）等等。
康熙年间诗人钱澄之的《扬州》诗：“水落邗沟夜泊船，一般风物客凄然。关门仍旧千樯塞，市井重新百货填。商贾不离争利地，儿童谁识破城年？当时百万人同尽，博得孤忠史相传。”与王秀楚同时代的诗人吴嘉纪《挽饶母》诗也说：“忆惜荒城破，白刃散如雨。杀人十昼夜，尸积不可数。”另一个与王秀楚同时代的诗人顾炎武也有诗说：“愁看京口三军溃，痛说扬州七日围。”（《酬朱监纪四辅》）

### 小说
清初小说《雨花香》中也提及扬州大屠杀作为背景：“大清兵破了扬州城，只因史阁部不肯降顺，触了领兵王爷的怒，任兵屠杀，百姓逃得快的，留条性命，逃得缓的，杀如切菜一般。”（石成金：《雨花香·第五种·倒肥鼋》）

### 引用
1. 1 2  Antonia Finnane,. . Harvard University Asia Center. 2004: p.453. ISBN 978-0674013926.
2. 1 2  张德芳：〈扬州十日记辨误〉，《中华文史論丛》第五辑（北京：中华书局，1964年），页370-373页
3. 1 2  陈国庆，曹金生《扬州大屠杀的遇难人口考证》，〈哈尔滨学院学报〉第29卷第2期，2008年2月
4. ↑   维基文库中的相關文獻：江南聞見錄
5. ↑  《明史》（卷274）：「可法乃趨天長，檄諸將救盱眙。俄報盱眙已降大清，泗州援將侯方岩全軍沒。可法一日夜奔還揚州。」
6. ↑  《罪惟錄》（卷9）：「退保揚州，屢疏防江急，不應。」
7. ↑  《明史》（卷274）：“讹传定国兵将至，歼高氏部曲。城中人悉斩关出，舟楫一空。”
8. ↑  王秀楚《揚州屠城親歷》：又傳巡軍小捷，人人加額焉。
9. ↑  《罪惟錄》（卷9）：「四月十七日，北師抵揚州西門，使人諭可法降。可法誓死不奪，發馬兵𢾗百，與北師對仗，鹵三人，斬首十六。」
10. ↑  《青燐屑》：「十七日，移泗諸軍駐瓦窖鋪，何剛率忠貫營兵來會。時方至午食，北哨陡至，射倒棐臣家丁；眾大駭愕，諸君執三眼槍逐之。既退，複奔邵伯鎮，遇胡、韓二將兵，斬首七級。適南風大作，諸軍複退邵伯胡盧家嘴地方屯札。」
11. ↑  《大清世祖实录·卷十六》
12. ↑  《明史》（卷274）：“作书寄母妻，且曰：“死葬我高皇帝陵侧。””
13. ↑  史可法：《史可法遺書》遺書一：「敗軍之將，不可言勇；負國之臣，不可言忠。身死封疆，實有餘恨。得以骸骨歸鐘山之側，求太祖高皇帝鑒此心，於願足矣。乙酉四月十九日，大明罪臣史可法書。」
14. ↑  史可法：《史可法遺書》遺書二：「可法死矣！前與夫人有定約，當於泉下相候也。四月十九日，可法手書。」
15. ↑  《明史》（卷一百六十二）：“二十日，大清兵大至，屯班竹園。明日，總兵李棲鳳、監軍副使高岐鳳拔營出降，城中勢益單。諸文武分陴拒守。舊城西門險要，可法自守之。”
16. ↑  應廷吉《青磷屑》（卷二）：「二十四日，北兵試砲，飛至郡堂，彈重十斤四兩；滿城惶螬。二十四日夜，炮落雉堞二堵，二小卒緣牆而上，城上鼎沸。」
17. ↑  钱海岳《南明史》（卷二十九，列传第五，史可法传记）：「二十五日擐甲登陴，炮杀数百人」
18. ↑  《明史》（卷274）：“越二日，大清兵薄城下，砲击城西北隅，城遂破。可法自刎不殊，一参将拥可法出小东门，遂被执。可法大呼曰：“我史督师也。”遂杀之。”
19. ↑  史德威的《維揚殉節紀略》記載史德威把史可法從城東小門的城牆上放了下去。史可法仰臥地上，被俘。
20. ↑  戴名世《乙酉揚州城守紀略》，卷一：「二十五日，大兵攻愈急。公登陴拜天，以大炮擊之。大兵死者數千人。俄而城西北崩，大兵入。公持刀自剄，參將許謹救之，血濺謹衣。未絕，令得威刃之。得威不忍。謹與得威等數人，擁公下城至小東門。謹等皆身被數十矢死，惟得威獨存。時大兵不知為史公，公大呼曰：「吾史可法也！」大兵驚喜，執赴新城樓見豫王。王曰：「前書再三拜請，不蒙報答，今忠義既成，先生為我收拾江南，當不惜重任也。」公曰：「吾天朝重臣，豈可苟且偷生，得罪萬世！願速死，從先帝於地下。」王反覆說之，不可。乃曰：「既為忠臣，當殺之以全其名。」公曰：「城亡與亡，吾死豈有恨？但揚州既為爾有，當待以寬大。而死守者，我也。請無殺揚州人。」王不答，使左右兵之，屍裂而死。闔城文武官皆殉難死。」
21. ↑  《南疆逸史》（卷8）：“先是，可法谓庄子固曰：“城一破，托君剸办之！”子固姑许之。是时，引颈相向，子固弗忍，可法急拔刀自刎。子固与参将许谨共抱持之，血溅满衣袂，未决。复命德威加刃；德威泣，可法骂之。乱兵至，拥之下城，而谨与子固已中飞矢死。一将挟之出小东门，可法大呼曰：“我史阁部也，可见汝兵主！”遂见豫王。王劳之曰：“累以书招而先生不从。今忠义既成，可为我收拾江南，当不惜重任。”可法曰：“我来此，祗索一死耳！”王曰：“君不见洪承畴乎？降则富贵。”曰：“承畴受先帝厚恩而不死，其不忠于后也明矣！我讵肯效其所为！”王乃命将宜尔顿劝之。三日，终不屈，乃杀之。”
22. ↑  戴名世《乙酉揚州城守紀略》，卷一：「二十五日，大兵攻愈急。公登陴拜天，以大炮擊之。大兵死者數千人。」
23. ↑  福隆安《钦定八旗通志》，卷二百十一，忠义传：“岱纳，满洲正白旗人姓巴雅拉氏世居长白山地方，屡从征伐有功，顺治二年从定国大将军和硕豫亲王多铎南征。四月，攻扬州府城，奋勇先登，中伤阵亡。恩赐骑都尉世职。”
24. ↑  福隆安《钦定八旗通志》：“祖应元，漢軍正黃旗人，初任佐領。崇德八年隨和碩鄭親王濟爾哈朗征明，攻中後所，以本參領火炮從旁擊其城，破之，進取前屯衛，復以炮攻克其外城，論功授騎都衛...十一月，隨定國大將軍和硕豫亲王多铎平定河南。二年四月，攻扬州府，中炮歿於陣。”
25. ↑  福隆安《钦定八旗通志》：“李向舜，漢軍正黃旗人，明寧遠伯李成梁之孫也。順治元年，以署參領，隨定國大將軍和硕豫亲王多铎南征...二年四月，攻揚州府城，中炮歿於陣。”
26. ↑  福隆安《钦定八旗通志》“金应得，汉军正黄旗人世居渖阳地方由骁骑校，委署恭领，顺治二年随大兵征江南，四月，攻扬州府城，中礮阵亡。恩赐云骑尉世职。”
27. ↑  《清史稿》：“二年四月，大兵渡淮，薄揚州城。應元、應得、岱納以紅衣砲攻城，城頹，岱納先登，與應元、應得同陣亡。”
28. ↑  《明季南略》（卷8）：“廿五日丁丑，可法开门出战，清兵破城入，屠杀甚惨。”
29. ↑  王秀楚，《扬州十日记》，第527页
30. ↑   维基文库中的相關文獻：《明季南略》卷八
31. ↑   维基文库中的相關文獻：《明季南略》卷三：「傑得城內百姓則殺之，若居城外者截右耳，殺人甚眾；米物騰貴，民不聊生。揚之屬邑泰興，故撫朱一馮家在焉。傑兵入，啟地三層，得藏金八十萬而去；朱以是貧困，將所居宅廬悉鬻於同邑紳士李寓庸雲。」
32. ↑   维基文库中的相關文獻：《明季南略》卷三：「劉澤清，字鶴洲。白面朱唇，貌頗美。崇禎時，為總兵官。癸未七月，請於青、登諸山開礦煎銀；著巡撫設法。甲申二月，移鎮彰德。賊警急，召吳三桂、唐通與澤清等將兵入援；三桂、澤清不奉詔。三月，兵科韓如愈奉差至東昌，澤清遣兵殺之；曰：『尚能論我主將否也』？為山東總兵，虛報捷，賞銀五十兩；又詭言墮馬被傷，復賞藥資四十兩。命即扼真定，澤清不從；即於是日大掠臨清。統兵南下，所至焚劫一空。三月十六日上泣，方、魏二相請對封清為安東伯，上不應。五月十二日，澤清以數百人大掠瓜州。淮安自路振飛、王燮同心戮力，頗成鞏固。振飛去後，澤清突來盤踞，散遣義士，桀驁者藉之部下，搶劫村落一空。與淮撫田仰，日肆歡飲。北兵南下，有問其如何禦者？澤清曰：『吾擁立福王而來，以此供我休息；萬一有事，吾自擇江南一郡去耳』。八月，澤清大興土木，造宅淮安，極其壯麗；四時之寶俱備，僭擬皇居。休卒淮上，無意北往。田仰猶屢為請餉；宏光以東南餉額不滿五百萬，江北已給三百六十萬，豈能以有限之財、供無已之求！命仰與澤清通融措辨。」
33. ↑   维基文库中的相關文獻：《明季南略》卷三：「五月七日（甲午），揚州士紳王傅龍奏：『東省附逆，河北悉為賊有，淮、揚人自為守。不意賊警未至，而高兵先亂。自傑渡河掠徐，至泗、至揚，四廂之民何啻百萬；殺人則積屍盈野、汙淫則辱及幼女。新舊城環圍，絕糧已經月余。何不恢已失之州邑而殺自有之良民也』！十六日（癸卯），傑屯兵揚州城下。淮撫黃家瑞漫無主張，守道馬鳴騄晝夜守城，集眾議事；進士鄭元勛與傑善，親詣高營解紛。遂入城，勸家瑞放高兵入城，便可帖然。謂傑有福王劄，命駐揚州；宜善禦之，毋攖其暴亂。士民嘩曰：『城下殺人如是，元勛不見耶』？元勛強為傑辨，眾怒指為傑黨；且曰：『不殺元勛，城不可守』。遂寸斬之城樓。鳴騄疾走泰州。傑恨；攻益力。史可法以義喻解之，始移駐瓜州。及設四鎮，傑卒駐揚：澤清駐淮，良佐駐鳳、泗，黃得功駐廬。得功心薄之，因提兵爭淮、揚，與傑戰；不勝。朝廷聞之，升萬元吉太僕少卿，監江北軍解之，始各罷兵。隸傑於史可法標下，為前部總兵官。「甲乙史」雲：五月十八日（乙巳），萬元吉言：『臣奉命犒師，沿途兵言構禍，寸步皆阻；揚州民尤甚，閉城登陴已十餘日。乃兵與民相殺，民又與兵相殺；成何紀律？頃接水營將張士儀言：「寇奔清河，官兵擊燒賊舡殆盡。若高、劉、黃將潛師以濟，一鼓殲之，即可稱中興第一功也」』。初，黃得功分地揚州，高傑、劉澤清以繁富爭之；縱兵淫掠，揚人大哄。得功兵至天長，傑、澤清欲拒；又值李棲鳳、高文昌兵至，眾心洶洶。元吉移得功書，期共戮力王室；得功自明無他，欲聯絡各鎮鼓勇殺賊。元吉以得功書馳示傑等，始肯相戢。然傑部悍，終不自製。
34. ↑  雍正《扬州府志》卷34
35. ↑  （意）馬爾蒂諾·馬爾蒂尼（Martino Martini）《韃靼戰紀》
36. ↑  鲁迅.  . 维基文库 （中文）.
37. ↑  （清）徐鼒《小腆紀年．卷第十》
38. ↑  明末春秋記 ,1999 巴龍先 ,p417
39. ↑  区志坚，《把建构满汉种族冲突的知识推向民众:陈去病书写明清史事》，北京大学纪念辛亥革命百周年国际学术研讨会 , 2011。
40. ↑  谢国桢，《南明史略》，第72—73页
41. ↑  张德芳：〈扬州十日记辨误〉，《中华文史論丛》第五辑（北京：中华书局，1964年），页365-375

## 外部連結
- 王秀楚，扬州十日记 （页面存档备份，存于）